# Esfingins
Els esfingins (Sphinginae) són una subfamília lepidòpters de la família dels esfíngids (Sphingidae). Són arnes de cos gruixut i vol ràpid. Una de les espècies més conegudes als Països Catalans és el borinot de la mort. La taxonomia es troba en vies de desenvolupament car hi ha divisions encara no gaire clares i espècies noves que es van descobrint. Actualment n'hi ha uns 40 gèneres amb més de 200 espècies.

## Gèneres i espècies

### TribuAcherontiini
Inclou Agriidi
- Gènere Acherontia
- Acherontia atropos – borinot de la mort
- Acherontia styx
- Acherontia lachesis
- Gènere Agrius
  - Agrius cingulata - (Fabricius, 1775)
  - Agrius convolvuli - (Linnaeus, 1758) - borinot de les corretjoles
  - Agrius cordiae - Riotte, 1984
  - Agrius godarti - (Macleay, 1826)
  - Agrius luctifera - (Walker, 1865)
  - Agrius rothschildi - Kitching & Cadiou, 2000
- Gènere Callosphingia
  - Callosphingia circe
- Gènere Coelonia
  - Coelonia brevis
  - Coelonia fulvinotata
  - Coelonia mauritii
  - Coelonia solani
- Gènere Megacorma (probablement monotípic)

### TribuSphingini
Inclou Amphonygidi, Ceratomiidi, Cocytiidi, Dolbidi, Euryglottides, Hyloicidi, Phlegethontiidi
- gènere Amphimoea (probablement monotípic)
- gènere Apocalypsis
  - Apocalypsis velox
- gènere Ceratomia
  - Ceratomia catalpae - (Boisduval 1875)[1]
  - Ceratomia hageni - Grote 1874[2]
  - Ceratomia hoffmanni - Mooser 1942
  - Ceratomia igualana - Schaus, 1932
  - Ceratomia sonorensis - Hodges 1971[3]
  - Ceratomia undulosa - (Walker 1856)[4]
- Gènere Cocytius
  - Cocytius antaeus - (Drury 1773)
  - Cocytius beelzebuth - (Boisduval 1875)
  - Cocytius duponchel - (Poey 1832)
  - Cocytius lucifer - Rothschild & Jordan 1903
  - Cocytius mortuorum - Rothschild & Jordan 1910
  - Cocytius vitrinus - Rothschild & Jordan 1910
- gènere Dolba (probablement monotípic)
- gènere Dolbogene
  - Dolbogene hartwegii
  - Dolbogene igualana
- gènere Dovania
  - Dovania neumanni
  - Dovania poecila
- gènere Ellenbeckia
  - Ellenbeckia monospila
- gènere Euryglottis
  - Euryglottis albostigmata
  - Euryglottis aper
  - Euryglottis davidianus
  - Euryglottis dognini
  - Euryglottis guttiventris
  - Euryglottis johannes
  - Euryglottis oliver
- gènere Hoplistopus
  - Hoplistopus butti
  - Hoplistopus penricei
- gènere Isoparce (probablement monotípic)
- gènere Lapara
  - Lapara bombycoides
  - Lapara coniferarum
  - Lapara helicarnie
  - Lapara phaeobrachycerous
- gènere Leucomonia
  - Leucomonia bethia
- gènere Litosphingia
  - Litosphingia corticea
- gènere Lomocyma (probablement monotípic)
- gènere Macropoliana
  - Macropoliana afarorum
  - Macropoliana asirensis
  - Macropoliana ferax
  - Macropoliana natalensis
  - Macropoliana ohefferani
  - Macropoliana scheveni
- gènere Manduca
  - Manduca afflicta
  - Manduca albiplaga
  - Manduca albolineata
  - Manduca andicola
  - Manduca armatipes
  - Manduca aztecus
  - Manduca barnesi
  - Manduca bergarmatipes
  - Manduca bergi
  - Manduca blackburni
  - Manduca boliviana
  - Manduca brasilensis
  - Manduca brontes
  - Manduca brunalba
  - Manduca camposi
  - Manduca caribbeus
  - Manduca chinchilla
  - Manduca clarki
  - Manduca contracta
  - Manduca corallina
  - Manduca corumbensis
  - Manduca dalica
  - Manduca diffissa
  - Manduca dilucida
  - Manduca empusa
  - Manduca extrema
  - Manduca feronia
  - Manduca florestan
  - Manduca fosteri
  - Manduca franciscae
  - Manduca gueneei
  - Manduca hannibal
  - Manduca huascara
  - Manduca incisa
  - Manduca janira
  - Manduca jasminearum
  - Manduca johanni
  - Manduca jordani
  - Manduca kuschei
  - Manduca lanuginosa
  - Manduca lefeburii
  - Manduca leucospila
  - Manduca lichenea
  - Manduca lucetius
  - Manduca manducoides
  - Manduca morelia
  - Manduca mossi
  - Manduca muscosa
  - Manduca occulta
  - Manduca ochus
  - Manduca opima
  - Manduca pellenia
  - Manduca prestoni
  - Manduca quinquemaculata – borinot del tomàquet
  - Manduca reducta
  - Manduca rustica
  - Manduca schausi
  - Manduca scutata
  - Manduca sesquiplex
  - Manduca sexta
  - Manduca stuarti
  - Manduca trimacula
  - Manduca tucumana
  - Manduca undata
  - Manduca vestalis
  - Manduca violaalba
  - Manduca wellingi
- gènere Meganoton
  - Meganoton analis
  - Meganoton hyloicoides
  - Meganoton nyctiphanes
  - Meganoton rubescens
  - Meganoton yunnanfuana
- gènere Nannoparce
  - Nannoparce balsa
  - Nannoparce poeyi
- gènere Neococytius (probablement monotípic)
- gènere Neogene
  - Neogene albescens
  - Neogene carrerasi
  - Neogene corumbensis
  - Neogene curitiba
  - Neogene dynaeus
  - Neogene intermedia
  - Neogene pictus
  - Neogene reevei
  - Neogene steinbachi
- gènere Oligographa
  - Oligographa juniperi
- gènere Panogena
  - Panogena jasmini
  - Panogena lingens
- gènere Pantophaea
  - Pantophaea favillacea
  - Pantophaea jordani
  - Pantophaea oneili
- gènere Paratrea (probablement monotípic)
- gènere Poliana
  - Poliana albescens
  - Poliana buchholzi
  - Poliana leucomelas
  - Poliana micra
  - Poliana wintgensi
- gènere Praedora
  - Praedora leucophaea
  - Praedora marshalli
  - Praedora plagiata
- gènere Pseudodolbina
  - Pseudodolbina aequalis
  - Pseudodolbina fo
- gènere Psilogramma
  - Psilogramma increta
  - Psilogramma jordana
  - Psilogramma menephron
  - Psilogramma papuensis
  - Psilogramma wannanensis
- gènere Sagenosoma
  - Sagenosoma elsa
- gènere Sphinx
  - Sphinx adumbrata
  - Sphinx arthuri
  - Sphinx asellus
  - Sphinx aurigutta
  - Sphinx balsae
  - Sphinx biolleyi
  - Sphinx caligineus
  - Sphinx canadensis
  - Sphinx centrosinaria
  - Sphinx chersis
  - Sphinx chisoya
  - Sphinx constricta
  - Sphinx crassistriga
  - Sphinx dollii
  - Sphinx drupiferarum
  - Sphinx eremitoides
  - Sphinx eremitus
  - Sphinx formosana
  - Sphinx franckii
  - Sphinx geminus
  - Sphinx gordius
  - Sphinx istar
  - Sphinx justiciae
  - Sphinx kalmiae
  - Sphinx leucophaeata
  - Sphinx libocedrus
  - Sphinx ligustri
  - Sphinx lugens
  - Sphinx luscitiosa
  - Sphinx maura
  - Sphinx maurorum
  - Sphinx merops
  - Sphinx morio
  - Sphinx oberthueri
  - Sphinx perelegans
  - Sphinx phalerata
  - Sphinx pinastri
  - Sphinx pitzahuac
  - Sphinx poecila
  - Sphinx porioni
  - Sphinx praelongus
  - Sphinx pseudostigmatica
  - Sphinx separatus
  - Sphinx sequoiae
  - Sphinx smithi
  - Sphinx tricolor
  - Sphinx vashti
  - Sphinx xantus
- gènere Thamnoecha
  - Thamnoecha uniformis
- gènere Xanthopan (monotípic)
  - Xanthopan morgani

### Altres
- gènere Adhemarius – de vegades part de Smerinthinae
  - Adhemarius blanchardorum
  - Adhemarius daphne
  - Adhemarius dariensis
  - Adhemarius dentoni
  - Adhemarius donysa
  - Adhemarius eurysthenes
  - Adhemarius fulvescens
  - Adhemarius gagarini
  - Adhemarius gannascus
  - Adhemarius germanus
  - Adhemarius globifer
  - Adhemarius palmeri
  - Adhemarius sexoculata
  - Adhemarius tigrina
  - Adhemarius ypsilon
- gènere Sphingidites
  - Sphingidites weidneri